# Placídia
Placídia va ser una emperadriu consort romana, esposa de l'emperador romà d'Occident, Olibri. Era filla de l'August d'Occident, Valentinià III i de la seva esposa, l'Augusta Eudòxia. El seu nom complet és desconegut. La "Chronicle of the Roman Emperorsː The reign by reign record of the rulers of Imperial Rome" (1995) de Chris Scarre ofereix com a possibles noms Gal·la Placídia Valentiniana o Gal·la Placídia la Menor, basant-se en les convencions romanes sobre el nom.

## Primers anys
L'any 454 o 455, Placídia es va casar amb el patrici Olibri, un membre de la família Anicia. Els Anicis eren una familia noble amb coneguts membres actius tant a Itàlia com a la Gàl·lia. La relació exacta d'Olibri amb la resta de membres de la família és desconeguda, ja que les fonts primàries no concreten qui van ser els seus pares. Existeixen diverses teories sobre la seva identitat. Tampoc se sap si el matrimoni va ser concertat per Valentinià III o per Petroni Màxim. Màxim era el successor de Valentinià en el tron romà d'Occident l'any 455 i el segon marit d'Eudòxia, per tant padrastre de Placídia. Valentinià pot haver cercat el matrimoni com a part d'una aliança amb l'aristocràcia senatorial italiana, mentre que el propi Petroni estava relacionat amb els Anici i aquests donaríen suport al matrimoni dinàstic d'un parent.
Quan els vàndals van saquejar Roma, a l'any següent, ella va ser portada al costat de la seva mare i la seva germana, a Cartago, on aquesta última es va casar amb Huneric, fill del rei vàndal Genseric. Segons Joan Malales, el seu espòs Olibri es trobava a Constantinoble en el moment del saqueig de Roma. Suposadament ell va visitar a Daniel l'Estilita, qui va predir que Eudòxia i Placídia tornarien al seu costat.
Placídia va estar presonera a Cartago durant sis o set anys. L'any 462, Flavi Valeri Lleó, emperador de l'Imperi Romà d'Orient, va pagar un gran rescat per Eudòxia i Placídia, les quals varen viatjar fins a Constantinoble.
La seva única filla coneguda va ser la patrícia Anicia Juliana, qui va passar la seva vida a la cort pre-justiniana de Constantinoble. Juliana va ser considerada "tant la més aristocràtica com la més rica dels seus habitants".

## Emperadriu
Placídia va ser emperadriu l'any 472. Gai Juli Prisc i Joan d'Antioquia diuen que Genseric desitjava fer a Olibri emperador d'Occident almenys des de la mort de Juli Valeri Majorià, l'any 461. Pel seu matrimoni amb Placídia, Olibri es podria considerar com a hereu de laDinastia teodosiana i membre de la família reial vàndala a través del matrimoni. Al 465 va morir Libi Sever i, de nou, Genseric va defensar la candidatura d'Olibri al tron. Procopi afirma que Olibri mantenia una bona relació amb el seu defensor vàndal.
A l'abril o maig de l'any 472, Olibri fou proclamat emperador y va començar la guerra civil pròpiament dita entre Ricimer, el Magister Militum, i el seu sogre, l'emperador Procopi Antemi. Antemi va resultar enderrocat i mort l'11 de juliol del mateix any. D'aquesta forma, Olibri quedava com a emperador d'Occident i Placídia esdevenia emperadriu d'Occident sense haver sortit realment de Constantinoble, on va romandre juntament amb la seva filla.
El 22 d'octubre o 2 de novembre de l'any 472, Olibri va morir. Placídia fou possiblement l'última emperadriu romana d'Occident el nom de la qual es coneix. No es té cap notícia que Gliceri o Ròmul Augústul es cassessin. Juli Nepot, per la seva banda, es va casar amb una neboda de Verina i Lleó I. No obstant això, el seu nom és desconegut.

## Restes arqueològiques
Un cap marmòri, que actualment es troba al Musée Saint-Raymond de Tolosa de Llenguadoc, ha estat identificat com el seu retrat. Representa a una dama patricia, és de principis del segle vi i procedeix de Constantinoble. Possiblement es trobava a l'atri de Sant Polieuct, al costat d'una altra estàtua el bust de la qual es troba al Museu Metropolità d'Art de Nova York i que representaría a la seva filla Anicia Juliana.